# Yvon Petra
Pour les articles homonymes, voir Petra.
Yvon François Marie Petra (né le 8 mars 1916 à Cholon, Indochine française - mort le 12 septembre 1984 à Saint-Germain-en-Laye) est un joueur français de tennis.
Il est à ce jour le dernier Français victorieux en simple messieurs à Wimbledon (en 1946). Il devient professionnel en 1948.

## Biographie
Son épouse Isabelle est morte en 1993.

## Palmarès
- Internationaux de France :
  - Demi-finaliste en simple en 1946 contre Marcel Bernard le vainqueur de l'édition (5-7, 6-2, 6-3, 5-7, 6-2)
  - Quart de finaliste en simple en 1937 et 1947
- Wimbledon :
  - Vainqueur en simple en 1946 en battant en finale l'Australien Geoff Brown.
  - Quart de finaliste en simple en 1947
- US Open :
  - Huitième de finaliste en simple en 1936, 1937, 1938

- Tournoi de France :
  - Vainqueur en simple en 1943, 1944 et 1945

- Demi-finale au Tournoi du Queen's en 1936.

- Joueur de Coupe Davis entre 1937 et 1947

- Vainqueur en double en 1938 aux Internationaux de France (avec Bernard Destremau[2]) et 1946 (avec Marcel Bernard)
- Vainqueur en double mixte en 1937 aux Internationaux de France (avec Simone Mathieu)
- Finaliste en double mixte à Wimbledon en 1937
- Finaliste en double mixte à l'US Open en 1937

### Titres en simple
- 1937 Toussaint Tournament Paul Féret (7-5, 8-6, 6-2)
- 1938 Championnats de France en salle, contre Kalle Schröder (9-7, 7-5, 3-6, 9-7)
- 1939 Côte d'Azur Championships, contre Adam Baworowski (7-5, 7-5, 6-2)
- 1942 Cannes Club Tournament, contre Robert Abdesselam (4-6, 7-5, 6-2)
- 1942 Monte-Carlo Easter Tournament, contre Robert Abdesselam (6-4, 1-6, 10-8)
- 1942 Juan-les-Pins, contre Robert Abdesselam (6-4, 0-6, 7-5)
- 1942 Barcelone, contre Robert Abdesselam (6-4, 3-6, 4-6, 6-3, 6-2)
- 1942 France Zone inoccupée, contre Henri Pellizza (6-2, 6-2)
- 1943 Tournoi de France, contre Henri Cochet (6-3, 6-3, 6-8, 2-6, 6-4)
- 1944 France Zone occupée, contre Henri Cochet (6-0, 6-4, 0-6, 6-2)
- 1944 Tournoi de France, contre Marcel Bernard (6-1, 4-6, 4-6 ,7-5, 6-2)
- 1945 Tournoi de France, contre Bernard Destremau (7-5, 6-4, 6-2)
- 1945 Championnats International de Paris contre Marcel Bernard (6-3, 6-0, 6-4)
- 1946 Championnats International de Paris contre Pierre Pellizza (6-8, 5-7, 6-2, 6-3, 7-5)
- 1946 Barcelone International Christmas, contre Henri Cochet (4-6, 6-1, 6-1, 6-3)
- 1946 Deauville, contre Pierre Pellizza (6-2, 3-6, 6-3)

### Finales en simple
- 1939 Monte-Carlo, contre Pierre Pellizza (6-8, 6-3, 6-4, 6-2)
- 1942 Cannes Carlton, contre Robert Abdesselam (6-4, 6-3)
- 1946 Championnats de France en salle, contre Lennart Bergelin (6-2, 3-6, 12-10, 3-6, 6-2)
- 1946 Monte-Carlo, contre Pierre Pellizza (6-3, 6-2, 4-6, 6-3)
- 1946 Nice, contre Pierre Pellizza (12-10, 5-7, 6-0, 6-1)
- 1947 Villars, contre Gianni Cucelli (1-6, 7-5, 6-2, 6-4)
- 1948 (Tournoi pro) Slazenger Professional Fred Perry (3-6, 6-4, 6-2, 6-1)
- Finaliste en double mixte à Wimbledon en 1937
- Finaliste en double mixte à l'US Open en 1937